# Yarmouth (Wight)
Yarmouth (Nederlands, verouderd: Jarmuiden) is een civil parish aan de noordkust van het Britse eiland Wight. De civil parish telt 865 inwoners. De plaats heeft echter de status van town (stad) op basis van de stadsrechten die het in 1135 kreeg van de toenmalige heer van Wight en het belang dat het sindsdien had als markt- en havenplaats. De stadsrechten waren sindsdien zes keer bevestigd en herzien door de Engelse koningen. Tegenwoordig geldt Yarmouth als een van de twee of drie kleinste 'steden' van Engeland.
Bij Yarmouth mondt de Westelijke Yar, een kleine zeearm, uit in de Solent, de zeestraat tussen Wight en het Engelse 'vasteland'. De huidige naam (letterlijke 'monding van de Yar') berust echter kennelijk op volksetymologie want uit de 10e eeuw is de naam Eremue of Ermud bekend, wat 'modderige zeearm' betekende. 
Na een bloeiperiode in de 12e en 13e eeuw, toen het als een van de drie belangrijkste havens van Zuid-Engeland gold, had Yarmouth vanaf de 14e eeuw regelmatig te lijden onder Franse invallen. In 1547, drie jaar na weer een Franse inval, werd daarom bij de haven het nu nog bestaande Yarmouth Castle gebouwd, eigenlijk geen kasteel maar een klein fort (of blokhuis) met een groot platform voor kanonnen, die het scheepvaartverkeer over de Solent controleerden.
De Engelse vorsten namen in de loop van de eeuwen verschillende maatregelen om Yarmouth tegen de ondergang te beschermen, perioden van bloei en neergang bleven elkaar afwisselen. Overigens is het aantal inwoners nooit groter dan een paar honderd geweest. In 1295 (een van de bloeiperioden) kreeg Yarmouth het recht om een vertegenwoordiger (vanaf 1640 twee vertegenwoordigers) naar het Engelse parlement te sturen, waarmee het de status van borough kreeg. Het behield dit recht tot de kiesrechtherziening van 1832, toen het tot 'rotten borough' werd bestempeld. De 19e eeuw was wel een nieuwe bloeiperiode, er werd een veerdienst ingesteld en er werden een brug over de Yar, een golfbreker, een scheepspier en een spoorlijn (in 1953 weer gesloten) aangelegd. Het aantal inwoners steeg van 567 in 1841 naar 948 in 1901. Sindsdien is het inwonertal weer iets gedaald.
Arreton · Bembridge · Brading · Brighstone · Calbourne · Chale · Cowes · East Cowes · Fishbourne · Freshwater · Gatcombe · Godshill · Gurnard · Havenstreet and Ashey · Lake · Nettlestone and Seaview · Newchurch · Newport · Niton and Whitwell · Northwood · Rookley · Ryde · Sandown · Shalfleet · Shanklin · Shorwell · St Helens · Totland · Ventnor · Whippingham · Wootton Bridge · Wroxall · Yarmouth